# Achaetomium macrosporum
Achaetomium macrosporum är en svampart som beskrevs av J.N. Rai, Wadhwani & J.P. Tewari 1970. Achaetomium macrosporum ingår i släktet Achaetomium och familjen Chaetomiaceae.   Inga underarter finns listade i Catalogue of Life.